# 岑塔尔
岑塔尔（直译：「中心」）是波斯尼亚和黑塞哥维那实体之一波黑联邦薩拉熱窩州塞拉耶佛市的四个市镇之一。该市镇位于萨拉热窝市老城区（旧格拉德市镇）和新城区（新格拉德市镇及新萨拉热窝市镇）之间。市镇面积为33平方公里，2013年人口数量为55,181人。
岑塔尔市镇是萨拉热窝的行政、商业、贸易、文化、教育及医疗中心。虽然可能不完全是事实，岑塔尔确实是萨拉热窝最重要的区域，市政府及国家政府的主要部门均设于这里。

## 人口
2013年人口普查时岑塔尔市镇有55,181名居民：
- 波族 - 41,702 (75.57%)
- 克族 - 3,333 (6.04%)
- 塞族 - 2,186 (3.96%)
- 其他 - 7,960 (14.42%)

## 图集

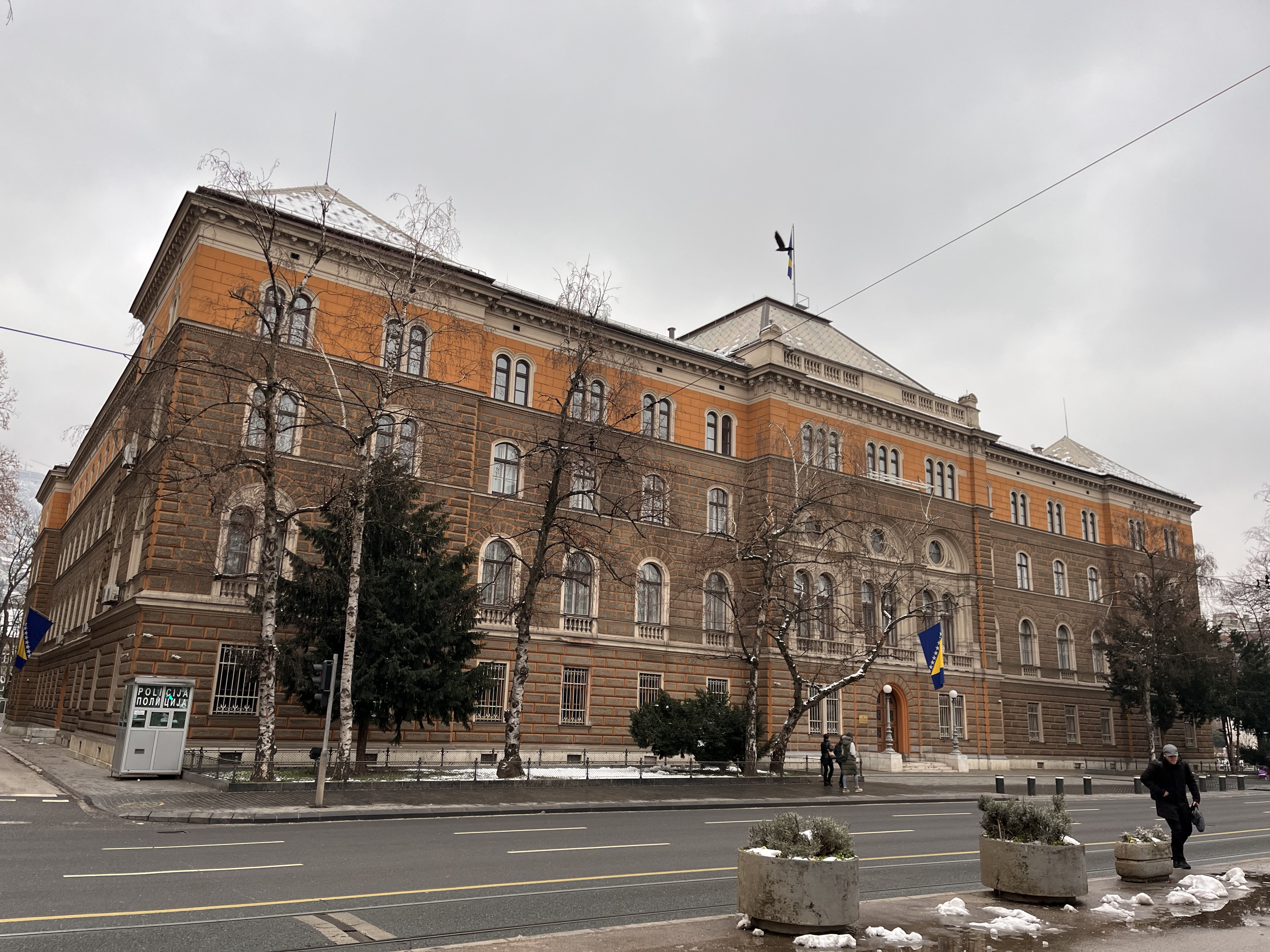
总统府
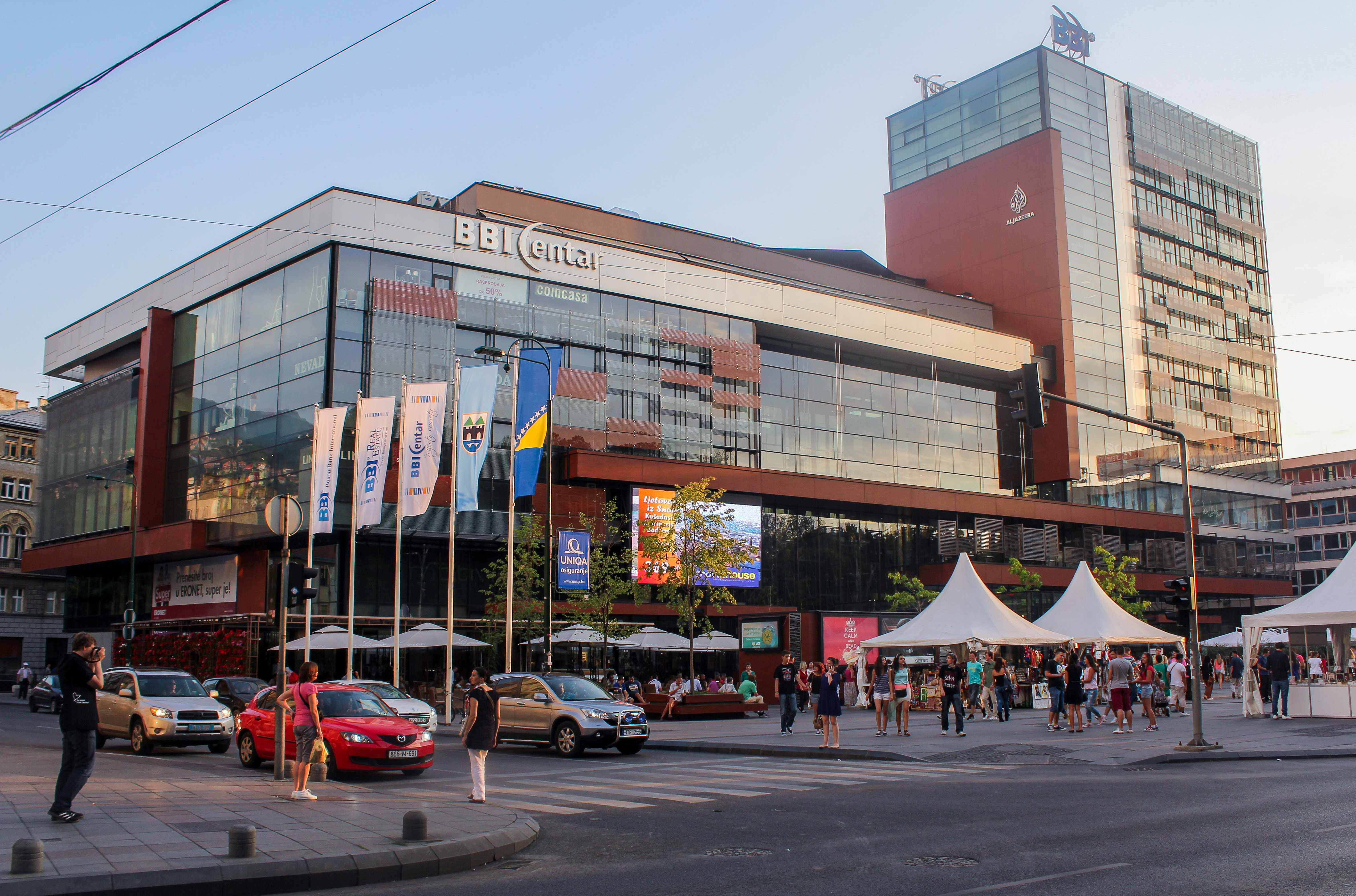
购物中心
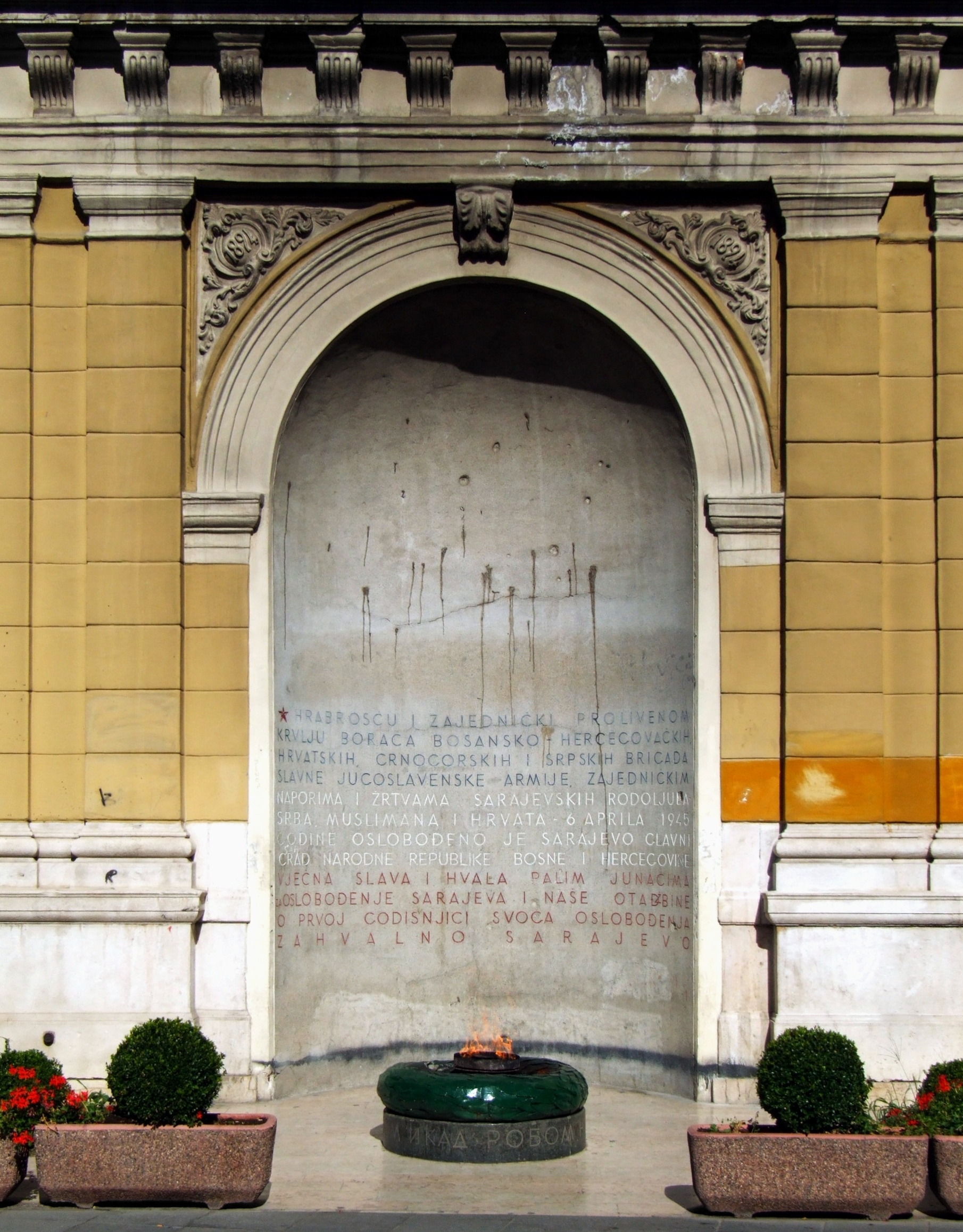
永恒火焰